# كاولان السفلي (مهاباد)
قرية كاولان السفلي (بالكردية: کاوڵانی خوارێ) هي إحدى القرى التابعة لـكاني بازار في ريف قسم خليفان من مقاطعة مهاباد، في محافظة أذربیجان الغربیة الإيرانية.

## السكان
حسب إحصاءات سنة 2006، بلغ إجمالي السكان في كاولان السفلي 378 نسمة وعدد المساكن 63 مسكن. لغة سكان كاولان السفلي هي اللغة الكردية و هم من أهل السنة والجماعة والمذهب الشافعي.